# 霍拉布倫
霍拉布倫（德語：Hollabrunn，法語發音：[hɔlaˈbʁʊn] ⓘ）是奧地利下奧地利州的市镇，位於該國東北部，面積152.38平方公里，海拔高度236米，該地區自新石器時代有人類居住，2012年人口11,534。